# Louis Édouard Coulin
Louis Édouard Coulin, né le 22 septembre 1836 à Couvet et décédé le 14 avril 1890 à Neuchâtel, est un juge et homme politique suisse, membre du Parti radical-démocratique.

## Biographie
Louis Édouard Coulin est né le 22 septembre 1836 à Couvet, dans le canton de Neuchâtel. Il est le fils du notaire Henri-Julien Coulin et d'Émilie-Jenny Jeanjaquet. Il a un commerce d'horlogerie à Môtiers. En 1871, il est nommé suppléant du président tribunal de district du Val-de-Travers. En 1877, il devient président du tribunal du district de Neuchâtel et du tribunal criminel et conserve ces fonctions jusqu'en 1884. Membre du Parti radical-démocratique, il préside l'exécutif de la commune de Môtiers en 1876 et 1877. En juin 1884, il est élu au Conseil national. Il n'y reste toutefois que quelques mois puisqu'il est ensuite nommé directeur de la Banque cantonale neuchâteloise. Il conserve cette fonction jusqu'en 1890. Durant les dernières années de sa vie, il siège également au Conseil général (législatif) de la ville de Neuchâtel.